# Bad and Beautiful
Bad and Beautiful ist ein Jazzalbum von Sun Ra. Die im November 1961 im Choreographer’s Workshop, New York, entstandenen Aufnahmen erschienen 1972 auf El Saturn Records, 1974 auf Impulse!. 1992 erschien das Album als Compact Disc bei Evidence. 2014 wurden die Aufnahmen auf Enterplanetary Koncepts wiederveröffentlicht. Das Album stellt das Arkestra in einer Übergangsphase zwischen dem „Hard Space Bop“ ihrer Tage in Chicago und der Avantgarde-Richtung dar, die Sun Ras Musik in den 1960er-Jahren einschlagen würde.

## Hintergrund
Bad and Beautiful ist wahrscheinlich die erste Aufnahme, die entstanden war, nachdem sich das Arkestra 1961 (nach einem kurzen Aufenthalt in Montreal) in New York niedergelassen hatte, schrieb Sean Westergaard. Nicht jeder in der Chicagoer Band wollte den Umzug mitmachen, und da sie noch nicht lange genug in New York waren, um neue Musiker zu rekrutieren, spielt auf Bad and Beautiful eine Version des Arkestra, das zu einem Sextett aus Sun Ra (der auf diesem Album ausschließlich Piano spielte), Marshall Allen, John Gilmore, Pat Patrick (der schon zuvor nach New York gezogen war), Ronnie Boykins und Tommy „Bugs“ Hunter. John Szwed ist in seiner Biografie über Sun Ras der Meinung, dass das kleine Sextett Ras, das auf Bad and Beautiful gespielt hatte, entstanden sei, weil viele der bisherigen Arkestra-Mitglieder nicht nach New York wechseln wollten.
Irwin Chusid geht (in seinen Liner-Notes der Ausgabe 2014) auf die Probleme der Klangqualität ein: Bad and Beautiful klinge, als wäre es in einem Keller aufgenommen worden. Und tatsächlich war es bedingt durch die Räumlichkeiten im Choreographer’s Workshop, in der 414 West 51st Street gelegen, der mehrere Jahre lang der Proberaum des Arkestra war, nachdem sie in New York angekommen waren. Der Titel des Albums enthalte damit auch die Implikation, dass unter schlechten [klanglichen] Bedingungen durchaus „schöne Musik“ gemacht werden kann. Chusid weist darauf hin, dass es ein Genre namens „Garagenrock“ gebe; und das sei „Garagen-Jazz“.
Zwei Jahre nach seiner verspäteten Veröffentlichung im Jahr 1972 wurde Bad and Beautiful als Teil einer geplanten Reihe von Saturn-Neuauflagen und neuen Aufnahmen Sun Ras beim renommierten Label Impulse! Records herausgebracht. Die Impulse!-Version der LP enthielt den folgenden technischen Hinweis: „Viele der frühen Saturn-Aufnahmen wurden unter nicht optimalen Umständen aufgenommen, und die Zuhörer werden darauf hingewiesen, dass bestimmte Teile dieses Albums nicht die Standards der State-of-the-Art-Aufnahmen der mittleren 1970er-Jahre erfüllen.“ Bei Impulse! wurde versucht, diese zugegebenermaßen „weniger als optimale“ Aufnahme zu „reparieren“, indem sie die monophonen Bänder in gefälschtes „Stereo“ mischten, schrieb Irwin Chusid. Höhen wurden auf einer Tonspur verstärkt, Tiefen auf der anderen, wodurch ein desorientierendes Gleichgewicht erzeugt wurde, bei dem die linke Tonspur der rechten deutlich unterlegen war.
1992 erschienen die Aufnahmen erstmals als Compact Disc auf Evidence Records, gekoppelt mit dem bereits 1956 in Chicago entstandenen Album We Travel the Spaceways. In einer von Irwin Chusid und Michael D. Anderson klanglich restaurierten Fassung wurde das Album 2014 als Download veröffentlicht. Bei dieser digitalen Neuauflage wurde das monophone Format der Original-LP beibehalten.  Als Bonustrack enthielt diese Version das bei der November-Session entstandene Stück „Street of Dreams“, eine Komposition von Sam Lewis und Victor Young, mit Pat Patrick als Solist auf dem Baritonsaxophon in einer Quartettbesetzung. Es erscheint hier als Track vier, so wie es der Reihe nach auf dem Band zu finden war.

## Titelliste
- Sun Ra: Bad and Beautiful (El Saturn Records 532, El Saturn Records ESR532)[4][5]

A1 Bad and the Beautiful (David Raskin, Dory Langdon) 2:43

A2 Ankh 5:10

A3 Just in Time (Betty Comden, Adolph Green, Jule Styne) 3:49

A4 Search Light Blues 5:37

B1 Exotic Two 4:46

B2 On the Blue Side 5:28

B3 And This Is My Beloved (George Forrest, Robert Craig Wright) 3:15
Wenn nicht anders vermerkt, stammen die Kompositionen von Sun Ra.

## Rezeption
Sean Westergaard verlieh dem Album in Allmusic vier Sterne und schrieb, abgesehen von „Exotic Two“ seien die Melodien zwischen Standards (anscheinend die letzten, die die Gruppe bis in die 1970er-Jahre aufgenommen hat) und Blues-orientierten Sun-Ra-Nummern aufgeteilt, aber es gebe Hinweise darauf, in welche Richtung das Arkestra in den 60er Jahren gehen würde. „Search Light Blues“ habe einige interessante Perkussionsakzente, die ihren Weg in das Arrangement fänden, und „Exotic Two“ spiele deutlicher auf den perkussionslastigen Sound an, der viele der Aufnahmen der kommenden Jahre dominieren sollte. John Gilmore bekomme als Solist viel Platz zum Glänzen. Dies sei, so der Autor, ein bedeutendes Album des Übergangs, bevor das Arkestra bis Mitte der 1960er-Jahre neue klangliche Wege beschreiten sollte.
Ähnlich wie die Evidence-Kopplung Fate in a Pleasant Mood/When Sun Comes Out enthalte We Travel the Spaceways/Bad and Beautiful jeweils ein Album aus der Chicago-Periode und eines aus der New York-Periode, schrieb Westergaard. Der Unterschied zwischen den beiden CDs bestehe jedoch darin, dass die New Yorker Bad and Beautiful-Session wahrscheinlich die erste Aufnahme war, die in New York gemacht wurde, und der Gesamtklang hier noch enger mit dem Chicago-Sound des Arkestra verbunden sei als das spätere New Yorker Material, wo Rhythmus und Perkussion alle melodischen Elemente dominierten. Die Zusammenstellung von We Travel the Spaceways und Bad and Beautiful fange eine wichtige Übergangsphase für das Arkestra ein und sei ein guter Ausgangspunkt für Anfänger, die sich für Sun Ra interessieren.
Matthew Wuetrich schrieb in All About Jazz, dass die CD von Evidence wie andere ihrer Neuauflage auch, Facetten des Arkestra der späten 1950er/frühen 60er Jahre im Wandel erfassen. Die beiden Alben We Travel the Spaceways und Bad and Beautiful würden zwar im Vergleich zu den späteren Erkundungen des Arkestra relativ zahm klingen, würden aber auch auf wichtige Aspekte dessen hinweisen, was da kommen sollte. Bad and Beautiful würde bereits einige Keime des sich entwickelnden lockeren, perkussionsbasierten Klangs des Arkestra aufweisen, während sich auf We Travel the Spaceways Sun Ras Nutzung des Gesangs studierbar sei. Trotz der Verkleinerung des Arkestra auf Sextett-Größe würden die beteiligten Musiker zu den besten gehören, die Sun Ra je hatte. Darüber hinaus erlaube die kleine Gruppenbesetzung dem Arkestra, sich sowohl rhythmisch als auch melodisch zu lockern. Hinter Pat Patricks Bariton-Saxophon-Solo auf „Ankh“ (ein weiterer früher Ra-Standard, der in üppigerer Form auf Sound of Joy zu finden ist) agiere Ra auf düstere Weise, während Bassist Boykins und Schlagzeuger Tommy Hunter einen flexiblen, swingenden Beat erzeugten. Boykins schneide ein hartes, perkussives Solo aus der bluesigen Songform und deute hier schon die neue [musikalische] Richtung an, die geschmiedet werde. Mit „Exotic Two“ würden diese dunklen, perkussiven Kanten noch schärfer, wenn Sun Ra seine Akkorde in knappe, dissonante Fragmente zerlege, das Arkestra einen perkussiven Feuersturm mit Becken und Congas entfessle und Boykins alles mit einer aggressiven Bassfigur verankere.
Ein oberflächliches Hören scheint darauf hinzudeuten, dass Repertoire und Stil retrospektiv waren, doch es sei aus unzähligen Schnörkeln beim Arrangieren und Aufführen ersichtlich, dass eine Gruppe dreister Newcomer in der Gotham-Szene angekommen war, schrieb Reissue-Co-Produzent Irwin Chusid in den Liner Notes der Neuausgabe 2014. Trotz einer Reihe von Saturn-LP-Pressungen aus den späten 1960er-Jahren, die bereits in Chicago von 1956 bis 1961 aufgenommen wurden, begannen Sun Ra und sein Ensemble nach ihrer Ankunft an der Ostküste, über das hinauszugehen, was als „höflicher“ Jazz galt. „New York hat Sunny unwiderruflich verändert, indem es ihn inspiriert und herausgefordert hat. Er fand sich nicht einfach in einer neuen Stadt wieder; er begann vielmehr, den tieferen Kosmos zu erforschen.“
Zu den Schwierigkeiten bei der klanglichen Restaurierung schrieb Chusid, Anderson und er hätten sich bemüht, die „rohe Energie“ beizubehalten, die von einer historischen Band eingefangen wurde, die großartige Musik in einer nicht idealen Umgebung machte. Diese Aufnahmen seien „keineswegs perfekt, und sie werden nie perfekt sein“. Der Versuch, sie zu perfektionieren, könnte jedoch versehentlich eine „Seelenschicht“ entfernen.
Richard Cook und Brian Morton zeichneten das Album in der Evidence-Version in The Penguin Guide to Jazz mit der Höchstbewertung von vier Sternen aus.